# Armenian Power
Armenian Power, también conocido como AP-13 o la mafia armenia, es una organización criminal estadounidense de armenios en el Condado de Los Ángeles, California. Están involucrados en el tráfico de drogas, asesinato, asalto, fraude, robo de identidad, juego ilegal, secuestro, extorsión y robo. Se cree que tiene más de 700 miembros.

## Historia
Armenian Power tiene fuertes vínculos con el crimen organizado ruso, dado que la delincuencia organizada en la Unión Soviética era multi-étnica. La banda también tiene algunos miembros de origen mexicano. En verano de 1988, 74 miembros de la banda tomaron un pequeño establecimiento en el centro comercial del este de Hollywood y lo convirtieron en su cuartel general. Los miembros de la banda suelen llevar el uniforme clásico del pandillero de barrio: pantalones holgados,camisetas de tirantes blancas y 'Locs' gafas de sol con estilo de la marca. Muchos están tatuados con símbolos armenios y símbolos típicos de barrios de Los Ángeles. A mediados de 1997 se creía que la banda Armenian Power era responsable de una docena de asesinatos en ``drive-by´´. La banda Armenian Power se compone de cerca de 750 miembros por lo que no es relativamente pequeña en comparación con muchas otras bandas étnicas en los Estados Unidos. En Estados Unidos, las pandillas de origen europeo en general componen sólo el 16% del porcentaje total de las pandillas contra otros grupos raciales / étnicos. La actividad de pandillas armenias nunca se ha reportado en la Costa Este. La composición étnica única de armenios del área de Los Ángeles, tenía una fuerte presencia de muchas bandas diferentes, AP juega un papel importante en el crimen en general de Los Ángeles.

### Conflicto chicano-armenio
Armenian Power ha tenido una historia de conflictos con miembros de pandillas chicanas en el pasado, pero se cree que se han calmado en los últimos años. Armen "Silent" Papoyan, uno de los fundadores de la Armenian Power, fue muerto a tiros el 22 de mayo de 2000 por Jose Argueta, miembro de la pandilla latina Cerco Blanco. El 24 de mayo de 2000, miembros de pandillas mexicanas dispararon a una persona armenia fuera de un restaurante en Hollywood, California. Como venganza por estos miembros de Armenian Power mataron a 5 menores de edad en presencia de sus respectivos padres, miembros de bandas latinas.

### Operación Interrupción del suministro eléctrico
El 16 de febrero de 2011 durante la Operación Interrupción del suministro eléctrico más de 800 autoridades policiales federales y locales arrestaron a casi 100 personas presuntamente involucradas en el crimen organizado armenio, en el área de Los Ángeles. Gran parte de la delincuencia era asesinato, robo de identidad y clonación de tarjetas de crédito. El número de delitos incluido el secuestro, el fraude, la extorsión, el robo de identidad, la usura, el robo, intimidación de testigos, el tráfico de drogas, cargos de drogas, incluyendo el cultivo de marihuana y otras drogas como cocaína y heroína y delitos relacionados con armas.